# Roddy Zambrano
Roddy Alberto Zambrano Olmedo (Manabí, 25 de janeiro de 1979), é um árbitro de futebol equatoriano. É árbitro da FIFA desde 2012.

## Biografia
Como segunda profissão é cozinheiro, atividade que iniciou em 1997, quando ele se estabeleceu em Quito e conseguiu trabalho como ajudante de cozinha, ele possui uma empresa de refeições. Desde  2012 é árbitro internacional FIFA. Foi um dos árbitros dos Jogos Olímpicos RIO 2016. 
Foi anunciado como parte da lista de árbitros eliminatórias sul-americana para a Copa Mundial de Futebol de 2018 que realizar-se-á em Rússia, sendo o único árbitro equatoriano em ser tomado em conta pela respectiva comissão organizadora.
Roddy foi árbitro do jogo do Brasil contra a Argentina (cujo Brasil  ganhou de 2x0).Roddy foi acusado por diversos jogadores argentinos de roubar inclusive por Lionel Messi o camisa dez da Argentina 